# 11792 Sidorovsky
11792 Sidorovsky eller 1978 SX7 är en asteroid i huvudbältet som upptäcktes den 26 september 1978 av den sovjetisk-ryska astronomen Ljudmila Zjuravljova vid Krims astrofysiska observatorium på Krim. Den är uppkallad efter journalisten Lev Isajevitj Sidorovskij.
Asteroiden har en diameter på ungefär sex kilometer och den tillhör asteroidgruppen Astraea.